# Delgado (El Salvador)
Delgado ist eine Stadt und ein Municipio (Gemeinde) im Departamento San Salvador von El Salvador in Mittelamerika und hat 126.839 Einwohner (2020) auf 33 km², womit sie zu den größten Gemeinden des Landes und zu den dichtestbesiedelten Gebieten gehört.
Die Gemeinde, die 1935 durch Vereinigung der Orte Palexa, Aculhuaca und San Sebastián unter dem Namen Villa Delgado gegründet wurde, grenzt im Norden an Apopa und Tonacatepeque, im Osten an Tonacatepeque und Soyapango, im Süden an Soyapango und San Salvador, und im Westen an Cuscatancingo, Mejicanos und Ayutuxtepeque. Für ihre Verwaltung ist sie in acht Kantone und 174 Weiler unterteilt. Delgado ist Teil der Metropolregion von San Salvador sowie ein Wohn- und lokaler Marktort.